# Оџаци (Трстеник)
Оџаци су насеље у Србији у општини Трстеник у Расинском округу. Према попису из 2022. било је 1104 становника (према попису из 1991. било је 1701 становника).

## Демографија
У насељу Оџаци живи 1281 пунолетни становник, а просечна старост становништва износи 42,8 година (42,6 код мушкараца и 42,9 код жена). У насељу има 478 домаћинстава, а просечан број чланова по домаћинству је 3,27.
Ово насеље је великим делом насељено Србима (према попису из 2002. године), а у последња три пописа, примећен је пад у броју становника.
|  |

| Демографија | Демографија | Демографија |
| Година      | Становника  | Становника  |
| ----------- | ----------- | ----------- |
| 1948.       | 1.476       |             |
| 1953.       | 1.550       |             |
| 1961.       | 1.699       |             |
| 1971.       | 1.696       |             |
| 1981.       | 1.759       |             |
| 1991.       | 1.701       | 1.629       |
| 2002.       | 1.562       | 1.662       |

| Етнички састав према попису из 2002.‍ | Етнички састав према попису из 2002.‍ | Етнички састав према попису из 2002.‍ | Етнички састав према попису из 2002.‍ | Етнички састав према попису из 2002.‍ |
| ------------------------------------ | ------------------------------------ | ------------------------------------ | ------------------------------------ | ------------------------------------ |
|                                      |                                      |                                      |                                      |                                      |
| Срби                                 | Срби                                 |                                      | 1.549                                | 99,16%                               |
| Хрвати                               | Хрвати                               |                                      | 2                                    | 0,12%                                |
| Црногорци                            | Црногорци                            |                                      | 1                                    | 0,06%                                |
| непознато                            | непознато                            |                                      | 3                                    | 0,19%                                |

| Година пописа     | 1948. | 1953. | 1961. | 1971. | 1981. | 1991. | 2002. |
| ----------------- | ----- | ----- | ----- | ----- | ----- | ----- | ----- |
| Број домаћинстава | 271   | 284   | 360   | 412   | 449   | 444   | 478   |

| Број чланова      | 1  | 2   | 3  | 4   | 5  | 6  | 7 | 8 | 9 | 10 и више | Просек |
| ----------------- | -- | --- | -- | --- | -- | -- | - | - | - | --------- | ------ |
| Број домаћинстава | 68 | 120 | 80 | 100 | 61 | 37 | 9 | 3 | 0 | 0         | 3,27   |

| Пол    | Укупно | Неожењен/Неудата | Ожењен/Удата | Удовац/Удовица | Разведен/Разведена | Непознато |
| ------ | ------ | ---------------- | ------------ | -------------- | ------------------ | --------- |
| Мушки  | 669    | 163              | 453          | 36             | 13                 | 4         |
| Женски | 683    | 104              | 455          | 96             | 14                 | 14        |
| УКУПНО | 1.352  | 267              | 908          | 132            | 27                 | 18        |

| Пол    | Укупно                    | Пољопривреда, лов и шумарство | Рибарство                            | Вађење руде и камена | Прерађивачка индустрија       |
| ------ | ------------------------- | ----------------------------- | ------------------------------------ | -------------------- | ----------------------------- |
| Мушки  | 344                       | 81                            | 1                                    | 0                    | 159                           |
| Женски | 248                       | 61                            | 0                                    | 0                    | 104                           |
| УКУПНО | 592                       | 142                           | 1                                    | 0                    | 263                           |
| Пол    | Производња и снабдевање   | Грађевинарство                | Трговина                             | Хотели и ресторани   | Саобраћај, складиштење и везе |
| Мушки  | 5                         | 14                            | 43                                   | 6                    | 4                             |
| Женски | 0                         | 0                             | 20                                   | 9                    | 0                             |
| УКУПНО | 5                         | 14                            | 63                                   | 15                   | 4                             |
| Пол    | Финансијско посредовање   | Некретнине                    | Државна управа и одбрана             | Образовање           | Здравствени и социјални рад   |
| Мушки  | 1                         | 18                            | 3                                    | 4                    | 1                             |
| Женски | 1                         | 12                            | 5                                    | 15                   | 12                            |
| УКУПНО | 2                         | 30                            | 8                                    | 19                   | 13                            |
| Пол    | Остале услужне активности | Приватна домаћинства          | Екстериторијалне организације и тела | Непознато            | Непознато                     |
| Мушки  | 1                         | 0                             | 0                                    | 3                    | 3                             |
| Женски | 3                         | 1                             | 0                                    | 5                    | 5                             |
| УКУПНО | 4                         | 1                             | 0                                    | 8                    | 8                             |